# Psychoterapy
Psychoterapy – pierwszy album solowy Porka Poresa Porkinsona. Wydawnictwo ukazało się 26 października 2013 roku nakładem wytwórni muzycznej Labirynt Records. Produkcji nagrań podjęli się DJ Creon, White House, Donatan, Kris Scr. oraz Ślimak. Gościnnie na płycie wystąpili Szad i Nullo. Natomiast scratche wykonali DJ Slime, DJ Creon, DJ Qmak i DJ Element.
Nagrania dotarły do 29. miejsca zestawienia OLiS.

## Lista utworów
Opracowano na podstawie materiału źródłowego.
1. „PPP” (produkcja: Kris SCR, scratche: DJ Slime)
2. „Jak powstają numery” (produkcja, scratche: DJ Creon)
3. „Odludzie” (gościnnie: Szad, produkcja: White House, scratche: DJ Slime)
4. „Musimy iść” (produkcja: DJ Creon, gitara: Maciek Kozak)
5. „Śmiertelnie poważnie” (produkcja, scratche: DJ Creon)
6. „Nie lubię” (produkcja: White House, scratche: DJ Qmak)
7. „Ludzkie zoo” (produkcja: Ślimak, scratche: DJ Qmak)
8. „Meloman” (produkcja: Donatan)
9. „Mam pełen bak” (gościnnie: Nullo, produkcja, scratche: DJ Creon)
10. „Revolta” (produkcja: White House, scratche: DJ Element)
11. „S.O.S.” (produkcja: White House)
12. „Byłeś wilkiem” (produkcja: Donatan)
13. „Strzał” (produkcja: Donatan)
14. „To nie rozgłos” (produkcja: Donatan, scratche: DJ Element)
15. „Uroboros - Outro” (produkcja: Ślimak)
16. „Kryzys” (gościnnie: Maryo) (utwór ukryty)